# Урганджиоглу, Каан
Каан Урганджиоглу́  (тур. Kaan Urgancıoğlu, род. 8 мая 1981, Измир) — турецкий актёр и модель. Окончил частную среднюю школу в Измире, переехал вместе с семьей в Америку, где окончил колледж. В 2000 году Каан вернулся в Турцию, в 2007 окончил университет. В 2002 году продюсер Abdullah Oğuz заметил Каана и предложил роль в сериале Karaoğlan. В общей сложности Каан снялся примерно в 30 фильмах.
В 2016 году он заключил помолвку с Зейнеп Оймак, фотографом по профессии. Пара рассталась в 2022 году. 
19 июня 2023 года женился на Бурджу Денизер.

## Фильмография
| Год       |   | Русское название                        | Оригинальное название             | Роль            |
| --------- | - | --------------------------------------- | --------------------------------- | --------------- |
| 2015      | с | Великий сыщик Филинта                   | Filinta                           | Отто Петрович   |
| 2015—2017 | с | Чёрная любовь                           | Kara Sevda                        | Эмир Козджуоглу |
| 2015      | с | Джек Райан                              | Jack Ryan                         | Дэниз           |
| 2020      | ф | Барон 2. Возвращение                    | Baron 2                           | Эхсан           |
| 2020—2021 | с | Любовь 101                              | Aşk 101                           | Кемаль          |
| 2021—2022 | с | Правосудие                              | Yargi                             | Илгаз Кая       |
| 2023      | ф | Операция «Фортуна»: Искусство побеждать | Operation Fortune: Ruse de Guerre | Каса            |